# Оскар де ла Рента
О́скар де ла Ре́нта (ісп. Oscar de la Renta; 22 липня 1932, Домініканська Республіка — 20 жовтня 2014, Кент, Коннектикут, США) — американський модельєр домініканського походження.

## Творчий шлях
Здобув освіту в Академії Мистецтв в Мадриді. У 28 років отримав пропозицію розробити і зшити випускну сукню для своєї знайомої — доньки американського посла в Іспанії. Завдяки цій сукні дівчина з'явилася на обкладинці журналу «Life», і Оскара взяли на роботу в іспанський будинок моди «Баленсиага». Через два роки переїхав до Парижу і вступив на роботу в будинок моди «Ланвен». У 1963 році переїхав до США, де через два роки відкрив власний будинок моди.

## Особисте життя
Був одружений двічі. З обома дружинами познайомився на прийомах герцога Віндзорського і Уолліс Сімпсон, герцогині Віндзорської. Перша дружина — одна з перших красунь Франції — Франсуаза де Ланглад. Друга — американка Аннет Рід. Завдяки цим двом шлюбам дизайнер налагодив великі зв'язки і набув знамениту клієнтуру. Незабаром з'явилася крилата фраза «на» Оскара «одягнемося від Оскара».

## Нагороди
У 2009 році був нагороджений престижною премією Superstar Award за неоціненний внесок у розвиток американської модної індустрії на 26-й щорічній церемонії «Ніч зірок», організованої Fashion Group International.

## Смерть
Оскар де ла Рента помер в понеділок 20 жовтня в місті Кент (США), являючись найстарішим модельєром в країні. На момент смерті Оскару виповнилося 82 роки. У 2006 році прес-служба будинку моди «Oscar de la Renta» повідомила про знаходження раку у модельєра, проте в 2013 році було повідомлено про успішне закінчення лікування і одужання засновника компанії. Проте, 20 жовтня надійшла новина про смерть дизайнера. Однією з останніх його робіт стала весільна сукня дружини Джорджа Клуні — Амаль Аламуддін.